# Jan-Olof Strandberg
Pour les articles homonymes, voir Strandberg.
Jan-Olof Strandberg, né le 9 septembre 1926 à Stockholm (Suède) et mort le 2 mai 2020 dans la même ville, est un acteur suédois qui a joué au théâtre et au cinéma.

## Biographie
Jan-Olof Strandberg est apparu dans 45 films depuis 1947.
Sur la scène, l'un de ses rôles les plus célèbres est celui de Vladimir dans En attendant Godot de Samuel Beckett, au Théâtre dramatique royal de Suède (Kungliga Dramatiska Teatern ou Dramaten), théâtre où il a joué 85 pièces au fil des ans.
Il est apparu dans la pièce d'Erland Josephson Blomsterplockarna (Les Cueilleurs de fleurs) au Dramaten en 2006-2007 et y a également interprété le rôle d'Andrew dans la pièce Kärleksbrev (Lettres d'amour) d'A. R. Gurney, aux côtés d'Anita Björk en 2009.

## Filmographie (sélection)
- 1949 : Bara en mor : Otto
- 1955 : Vildfåglar (Oiseaux sauvages)
- 1956 : Le Dernier Couple qui court
- 1966 : Ön
- 1972 : Mannen som slutade röka
- 1981 : Varning för Jönssonligan
- 1982 : Le Vol de l'aigle
- 1986 : Le Sacrifice (Offret) d'Andreï Tarkovski : voix
- 1989 : Voyage à Melonia
- 2000 : Infidèle

## Prix et récompenses
Strandberg a reçu de nombreux prix, dont : 
- Prix de la critique de théâtre suédois, 1967
- Prix Eugene O'Neill, 1969
- Thaliapriset, 1969
- Litteris et Artibus, 1980